# Engenharia do ambiente

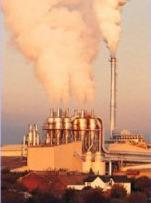
Fonte de poluição atmosférica.

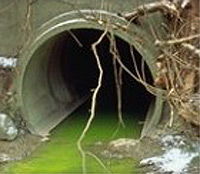
Poluição aquática.

A engenharia do ambiente, engenharia ambiental ou engenharia ambiental e sanitária estuda os problemas ambientais de forma integrada nas suas dimensões ecológica, social, econômica e tecnológica, com vista a promover o desenvolvimento sustentável. O engenheiro ambiental deverá saber reconhecer, interpretar e diagnosticar impactos ambientais negativos e positivos, avaliar o nível de danos ocorridos no meio ambiente e propor soluções integradas de acordo com o direito do ambiente vigente.
No Brasil. Em 2009, o MEC instituiu a lista de convergência no Referencial Nacional das Engenharias, onde os 258 nomes de cursos de engenharia no Brasil se tornaram apenas 22 nomenclaturas.
É o ramo da engenharia que atua nas áreas da avaliação ambiental, gestão ambiental, abastecimento e tratamento de água, drenagem e tratamento de águas pluviais e residuais, gestão de resíduos, gestão de ecossistemas, gestão de recursos hídricos, clima e qualidade do ar, acústica e vibrações, plano e ordenamento do território, energia, saúde ambiental e segurança e saúde no trabalho, gestão de solos, subsolos, geotecnia ambiental, projeto de aterro sanitários, geologia ambiental, avaliação de impacto ambiental em águas subterrâneas e superficiais, hidrogeoquímica ambiental, hidrogeologia ambiental, estudos hidrológicos, plano geotécnico de monitoramento de barragem, plano geotécnico ambiental de aterro sanitário, avaliação de riscos geotécnicos ambientais, avaliação de qualidade dos procedimentos de monitoramento de barragem de rejeito, de água, investigação do subsolo nas atividades ambientais, geofísica ambiental, remediação ambiental de águas superficiais e subterrâneas, dimensionamento de sistema de tratamento de efluente atmosférico, dispersão de emissão atmosférica, engenharia urbana, zoneamento socioeconômico ambiental.

## Atuação do engenheiro ambiental
O Engenheiro Ambiental tem por função resolver problemas concretos de prevenção e remediação (atividade corretiva) diante das ações antrópicas mediante aplicações da tecnologia disponível, pontual e localmente apropriada. De modo geral, tanto no âmbito público como privado, sua atuação deve atender às preocupações ambientais mais amplas, consideradas em tratados internacionais como exigências relativas ao clima da Terra, entre outros.
São exemplos as determinações das Cartas de Estocolmo (1972), do Rio de Janeiro (ECO-92), a Convenção de Viena (1985), o Protocolo de Montreal (1987), relativo à camada de Ozônio, o Protocolo de Quioto (1997), o Protocolo de Annapolis e a Conferência promovida pela ONU em Bali (2007) quanto às mudanças climáticas.

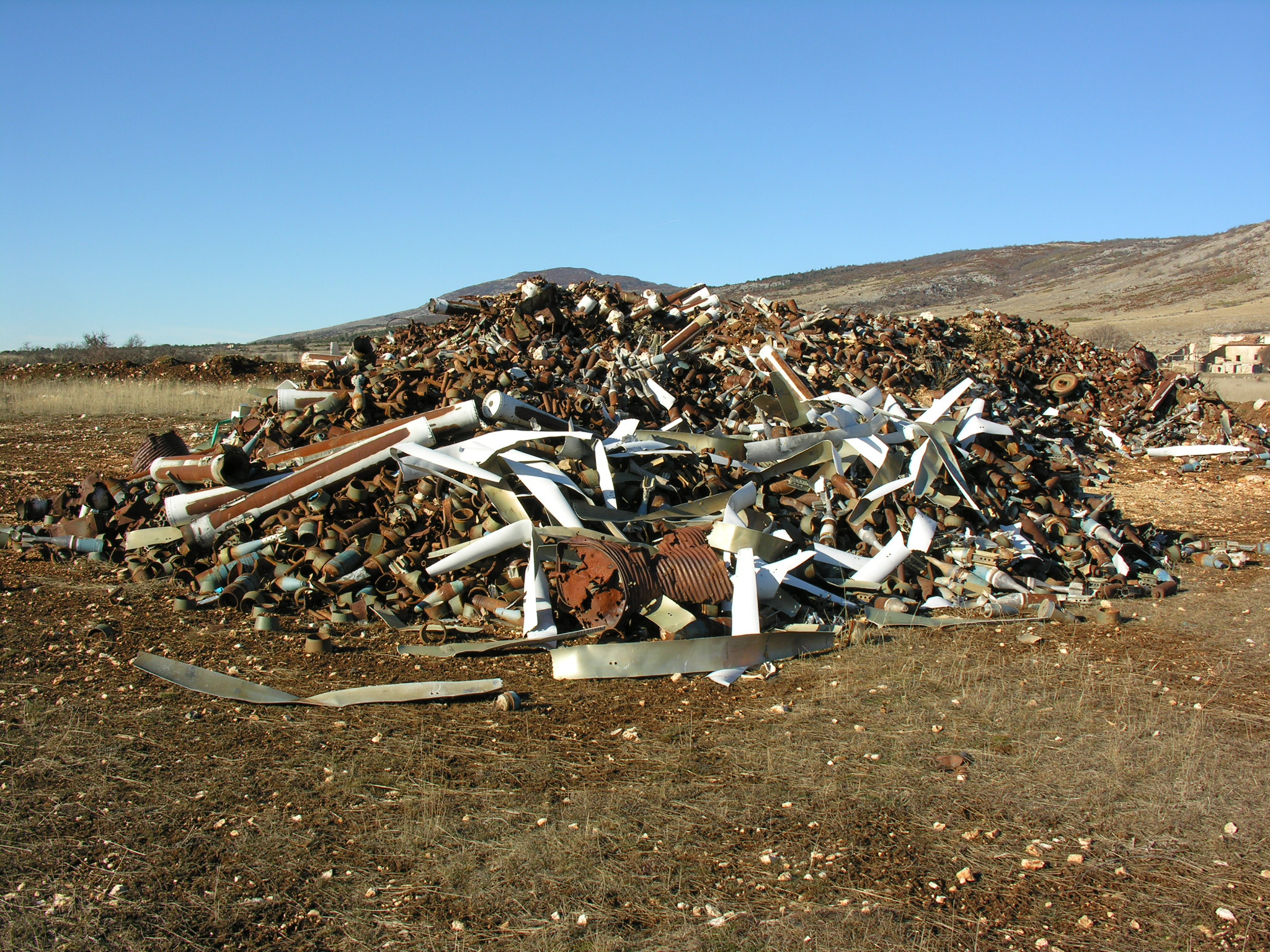
Restos de munições militares

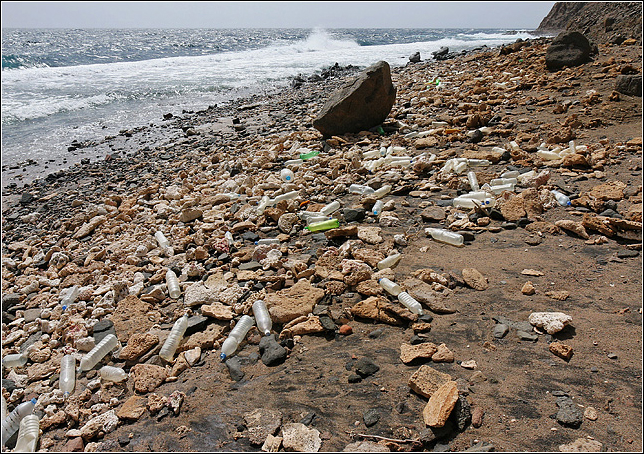
Poluição nas margens do Mar Vermelho, no Sinai.

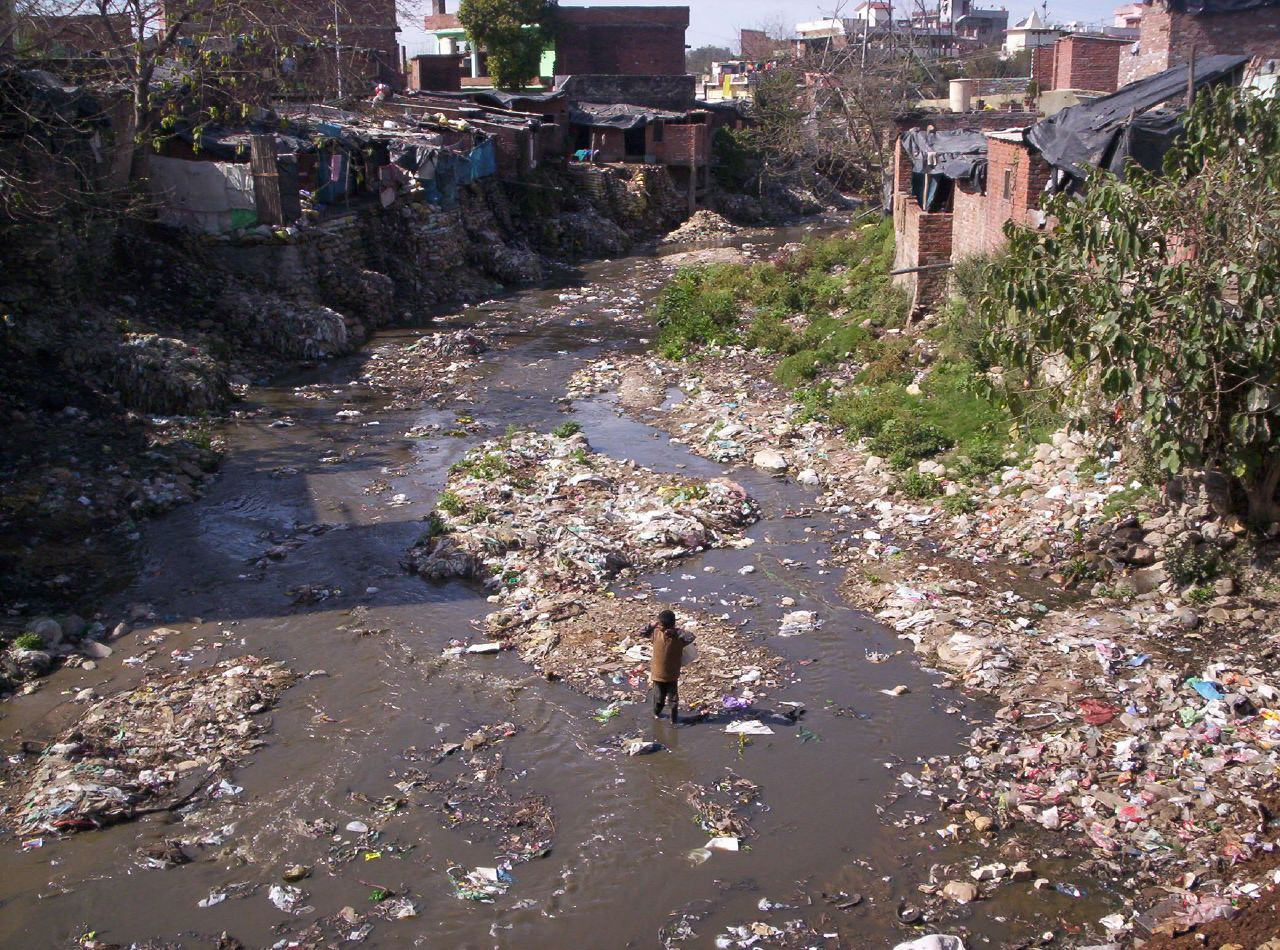
Rio poluído nos Himalaias Indianos.

De modo geral, sua atuação tem em vista condições de contorno ambientais próprias do entorno circundante. Deve também preocupar-se com o efeito abrangente por sobre a extensão territorial afetada - exemplificada pela bacia hidrográfica quanto às águas e, o potencial da emissão atmosférica potencialmente carregada pelos ventos para local distante. Evidentemente também prevenir sobre possibilidade de outros vetores capazes de provocar alterações de natureza diversa.
De outra parte, o planejamento e a antevisão dos impactos ambientais expandem a responsabilidade da análise prospectiva (atividade preventiva) por sobre o  "vir a ser" das coisas. E torna-se agente do próprio desenvolvimento econômico em termos da ética vinculada ao progresso e bem estar da coletividade. Por este motivo, o seu mercado de trabalho é bastante heterogêneo e distribuí-se por: administração central, seus serviços descentralizados a nível regional, administração local, empresas industriais, empresas de consultoria, empresas de serviços, ONGs, instituições de investigação e ensino superior.
Uma das aptidões que devem ser desenvolvidas pelo engenheiro ambiental é a avaliação da duração, magnitude e reversibilidade das alterações causadas pela atividade humana no meio ambiente, independentemente de sua natureza adversa ou benéfica.

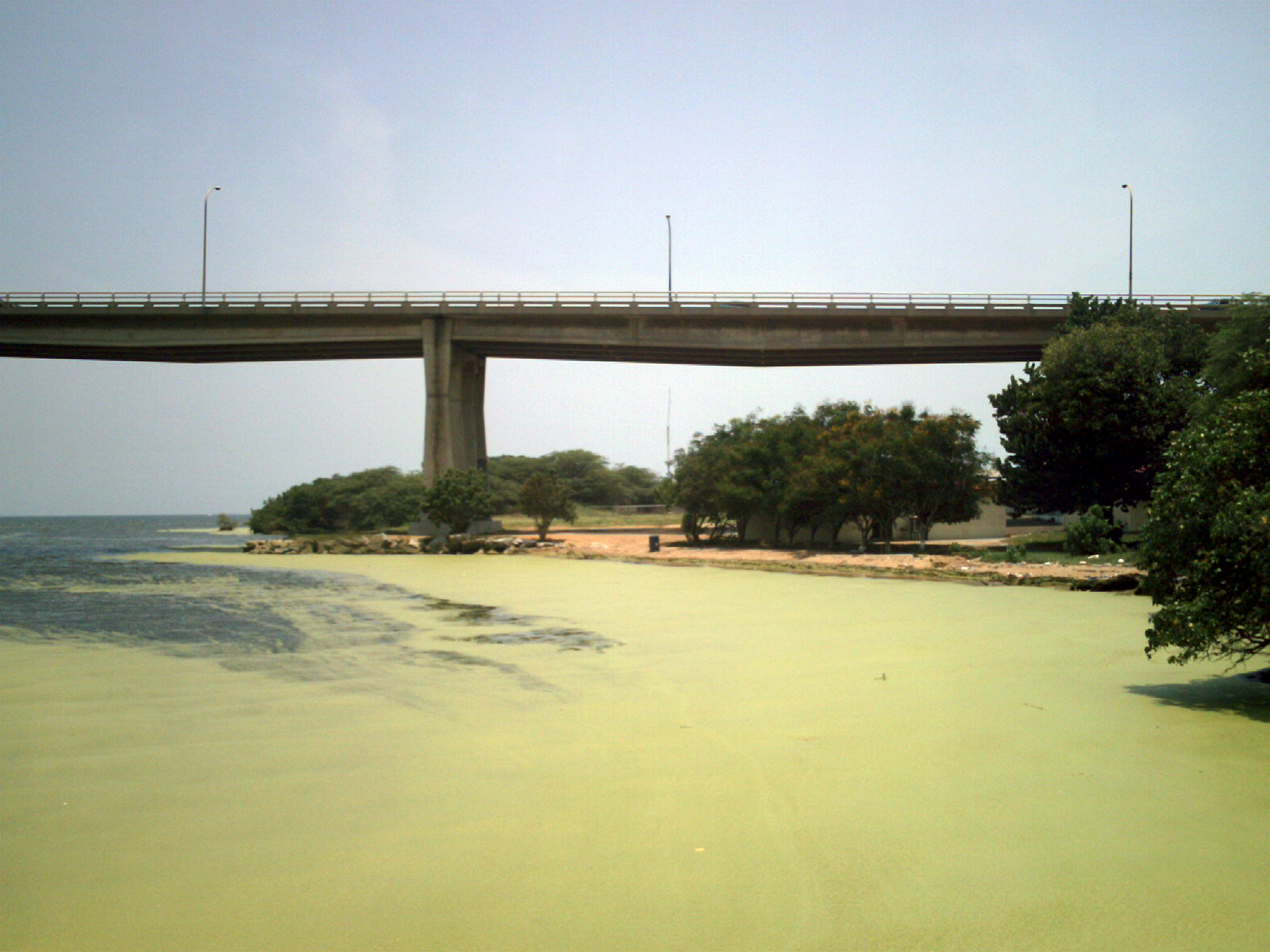
Poluição no Lago de Maracaibo, Venezuela.

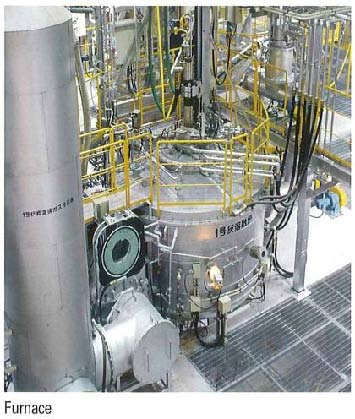
Unidade de tratamento de resíduos.

### Lista de áreas de atuação
Algumas das áreas de atuação do engenheiro ambiental são¹:
- Abastecimento de água
- Análise de riscos ambientais
- Análise de ciclo de vida
- Auditorias e diagnósticos ambientais
- Avaliação de impactos ambientais
- Construção sustentável
- Controle de qualidade ambiental - sistemas de monitoramento e vigilância
- Drenagem pluvial
- Economia ambiental
- Educação ambiental

Estudo de Impacto Ambiental - EIA
- Energia e alterações globais
- Geotecnia ambiental

Geoprocessamento e Sensoriamento Remoto 
- Gestão ambiental
- Gestão de recursos hídricos
- Gestão de recursos naturais, biodiversidade e conservação da natureza (meio urbano e rural)
- Gerenciamento de resíduos sólidos
- Hidráulica
- Hidrologia e hidrogeologia
- Indústria da água e dos resíduos
- Licenciamento ambiental
- Modelagem ambiental
- Operação, manutenção e reabilitação de infraestruturas
- Ordenamento do território (uso do solo)

Outorgas Superficias e Subterrânea 
- Planeamento energético e energias renováveis

Planejamento Urbano 
- Poluição da água, poluição do ar, poluição do solo (avaliação, modelagem, prevençào e controle)
- Remediação de áreas degradadas
- Regulamentação e normalização ambiental

Relatório de Impacto Ambiental - RIMA
- Saneamento ambiental
- Saúde ambiental
- Sistemas de informação ambiental
- Tecnologia/Produção limpa
- Tratamento de águas residuárias e de abastecimento

Zoneamento Ecológico